# بالدیسرو کاناوزه
بالدیسرو کاناوزه (به ایتالیایی: Baldissero Canavese) یک کومونه در ایتالیا است که در استان تورین واقع شده‌است.

## خصوصیات
بالدیسرو کاناوزه ۴٫۴ کیلومترمربع مساحت و ۵۵۱ نفر جمعیت دارد و ۳۹۲ متر بالاتر از سطح دریا واقع شده‌است.